# Ligne 2 du SFM de Naples
Pour les articles homonymes, voir Ligne 2.
La ligne 2, d'après la numération du Piano Comunale dei Trasporti de 1997, désigne le réseau urbain intergares des chemins de fer italiens dans le trajet Pozzuoli-Campi Flegrei-San Giovanni. Inaugurée en 1925 et exploitée par Trenitalia, la ligne 2 fait partie du service ferroviaire métropolitain de la ville de Naples.
Depuis 1993, la catégorie assignée à tous les trains qui parcourent la ligne 2 est celle de « train métropolitain » (en italien, treno metropolitano).

## Histoire
La ligne 2 voit le jour en 1925 sous le régime fasciste comme chemin de fer métropolitain souterrain, le premier de son genre en Italie. Appelée depuis le jour de son inauguration "Metropolitana FS" (métro des chemins de fer nationaux FS), la ligne 2 constitue en effet le premier tronçon de chemin de fer métropolitain jamais construit en Italie, même si jusqu'en 2009 elle restera ouverte aux trains InterCity. Pour avoir en Italie un véritable métro, en effet, il faudra attendre trente ans, avec l'inauguration de la ligne B du métro de Rome.

### Chronologie
- 1925 - Inauguration du tronçon Naples-Pouzzoles avec les stations de Piazza Garibaldi, Cavour, Montesanto, Chiaia et Fuorigrotta. Sur la ligne effectuent le service métropolitain les locomoteurs FS E.20
- 1927: Les stations de Bagnoli-Agnano Terme et Gianturco s'ajoutent à la ligne; la station de Chiaia est renommée en Mergellina et celle de Fuorigrotta en Campi Flegrei.
- 1929: Inauguration de la station Piazza Leopardi.
- 1961: Inauguration de la station Cavalleggeri Aosta.
- 1993: Les trains sont classés comme "treni metropolitani".
- 1997: Le nouveau Piano comunale dei trasporti assigne à la ligne la numération actuelle de "ligne 2".
- 2002: Inauguration de la correspondance avec la ligne 1 entre les stations de Museo et Cavour à l'aide d'un tunnel souterrain avec deux tapis roulants .
- 2009: Sur la ligne 2 il n'est effectué que le service métropolitain.
- 2014: Inauguration de la station "San Giovanni-Barra", le nouveau terminus de la ligne.

## Liste des stations
La ligne traverse la ville de Naples d'ouest en est, de la commune de Pouzzoles (italien: Pozzuoli) jusqu'à au quartier de San Giovanni a Teduccio. Avec les stations de Piazza Garibaldi, Montesanto, Piazza Amedeo et Mergellina la ligne dessert les points névralgiques de la ville, en assurant la correspondance avec la Gare de Naples-Centrale, le métro, les funiculaires et les lignes de chemin de fer suburbain.
| Station                 | Ouverture | Correspondances                                                              | Notes |
| ----------------------- | --------- | ---------------------------------------------------------------------------- | ----- |
| Pozzuoli Solfatara      | 1925      |                                                                              |       |
| Bagnoli-Agnano Terme    | 1927      |                                                                              |       |
| Cavalleggeri Aosta      | 1961      |                                                                              |       |
| Napoli-Campi Flegrei    | 1925      | Ligne 6, chemin de fer Cumana                                                |       |
| Napoli-Piazza Leopardi  | 1927      |                                                                              |       |
| Napoli-Mergellina       | 1925      | Ligne 6, Funiculaire de Mergellina                                           |       |
| Napoli-Piazza Amedeo    | 1925      | Funiculaire de Chiaia                                                        |       |
| Napoli-Montesanto       | 1925      | chemin de fer Circumflegrea, chemin de fer Cumana, Funiculaire de Montesanto |       |
| Napoli-Piazza Cavour    | 1925      | Ligne 1                                                                      |       |
| Napoli-Piazza Garibaldi | 1925      | Gare de Naples-Centrale, Ligne 1, Circumvesuviana                            |       |
| Napoli-Gianturco        | 1927      |                                                                              |       |
| Napoli-San Giovanni     | 2014      |                                                                              |       |

## Matériel roulant

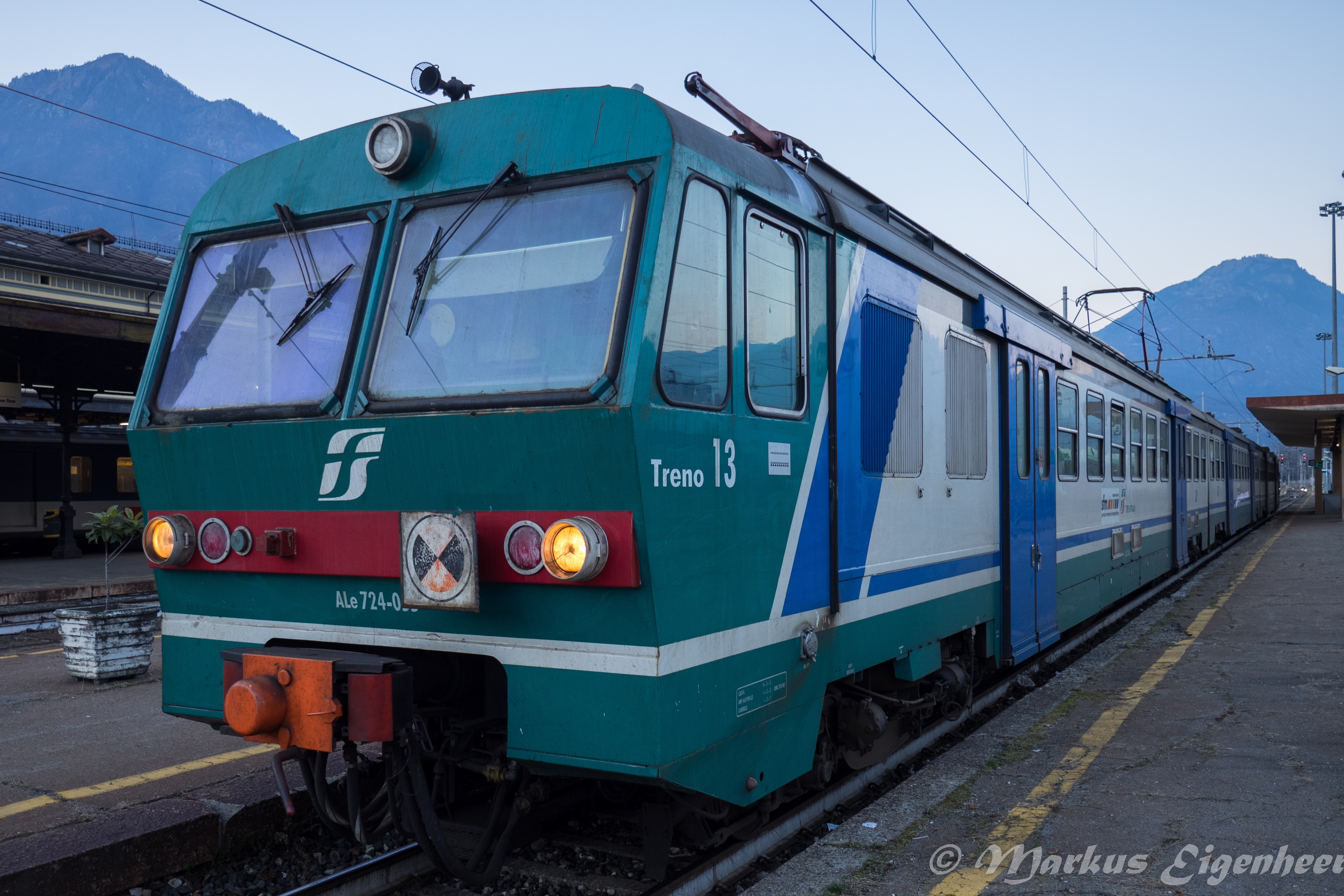
Rame FS ALe.724 sur la ligne de 1983 à 2023

Dans les premières années, avec l'alimentation du troisième rail, des électromotrices lourdes FS E.20 et des compositions de wagons comprenant des voitures pilotes reliées aux unités de conduite par interphone ont été utilisés sur la ligne. Par la suite, avec le passage à l'alimentation par caténaire en 1940, les rames FS E.624 ont été utilisées.
Au début des années 1960, des rames automotrices FS ALe.803 à 3 caisses, spécialement équipées pour ce type de service, ont été mises en service. Elles ont été remplacées en 1983 par des rames FS ALe.724. En 2013, les rames FS ALe.582 ont également été utilisées.
À partir de 2016, 24 rames ETR 425 « Jazz » ont remplacé progressivement les rames FS ALe.724. Le remplacement complet s'est achevé en 2023 avec à la mise en service de 12 rames ETR 104 « Pop »,, qui ont une configuration spéciale « métro », sacrifiant les sièges pour privilégier la capacité debout du convoi.

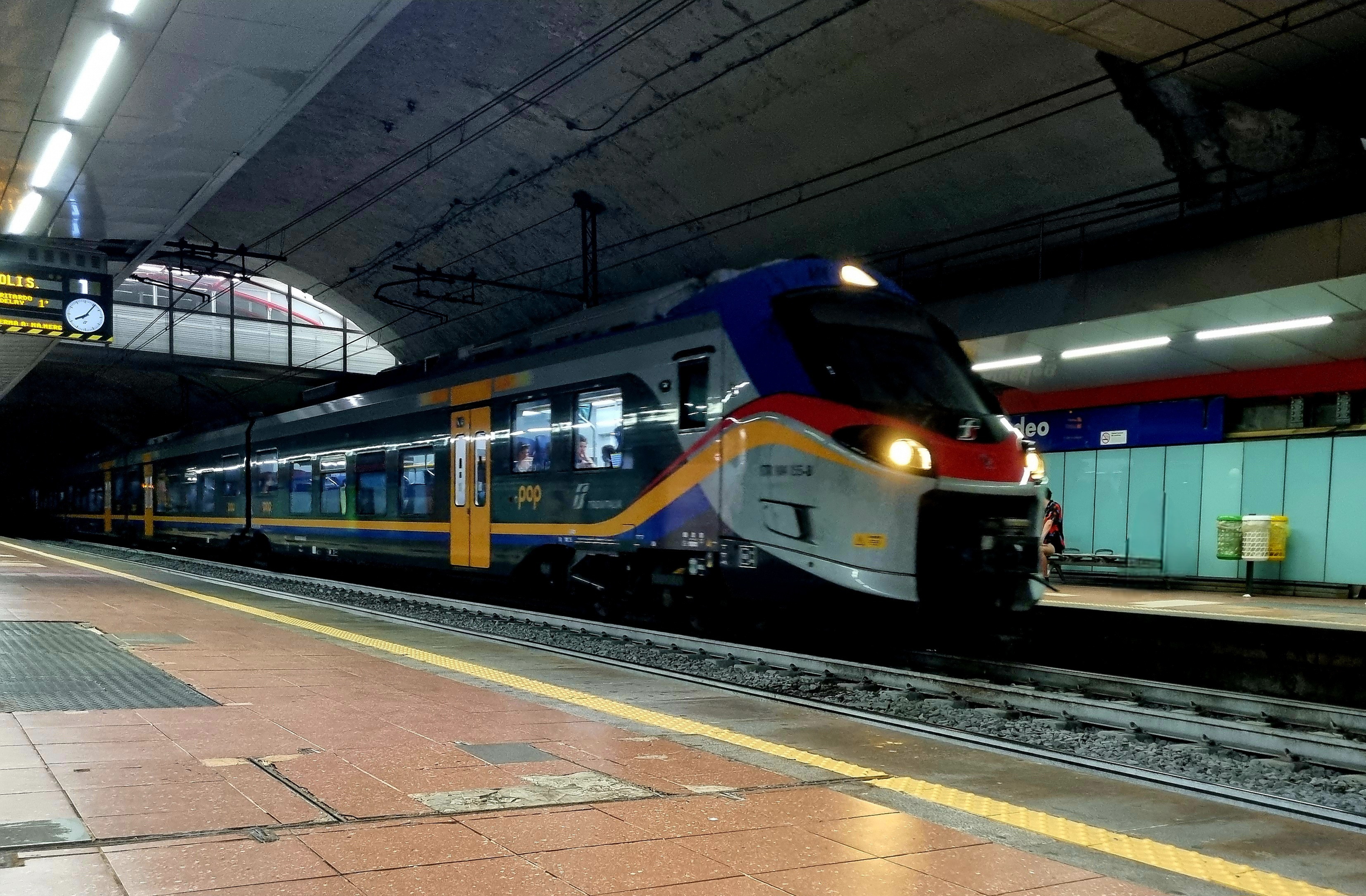
Une rame ETR 104 "Pop" station Naples Piazza Amedeo

Un tronçon de la ligne est commun avec la ligne :
- Naples Campi Flegrei-Villa Literno où circulent des rames FS ALe 501 « Minuetto »
- des rames TAF à 2 étages, utilisées sur la ligne Caserta - Naples Campi Flegrei, dont la rénovation a commencé en 2021[5].